# Malattia veno occlusiva epatica
La malattia veno occlusiva epatica, o semplicemente malattia veno occlusiva è una condizione medica in cui alcune delle piccole vene del fegato risultano ostruite. Solitamente è una complicanza della chemioterapia ad alta dose che viene somministrata prima di un trapianto di midollo osseo ed è caratterizzata da un aumento di peso a causa della ritenzione di liquidi, da un aumento delle dimensioni del fegato e da un aumento dei livelli di bilirubina nel sangue. Il termine sindrome da ostruzione sinusoidale viene preferito se la condizione accade come risultato della chemioterapia o del trapianto di midollo osseo.
Oltre in seguito alla chemioterapia, la condizione può verificarsi anche dopo l'ingestione di alcuni alcaloidi vegetali come gli alcaloidi pirrolizidinici, ed è stato descritta come parte di una malattia ereditaria rara risultante da una mutazioni nel gene che codifica per una proteina chiamata SP110.

## Storia
La prima relazione sulla malattia veno-occlusiva, risalente al 1920, aveva come causa l'avvelenamento da senecio e si era verificata in Sudafrica. Le relazioni successive coinvolgevano per lo più in giamaicani che avevano consumato tisane. Con l'avvento del trapianto di midollo osseo, la maggior parte dei casi in seguito riportati sono stati quelli relativi al trattamento per la leucemia.

## Segni e sintomi
Tra i segni e i sintomi della malattia veno occlusiva epativa vi è l'aumento di peso, epatomegalia, ascite e ittero; la condizione è spesso associata ad insufficienza renale.

## Diagnosi
L'ecografia Doppler del fegato è la tecnica di imaging biomedico più frequentemente utilizzata per confermare o suggerire la diagnosi. Il fegato appare solitamente ingrandito (epatomegalia) ma mantiene una normale ecogenicità. Per una diagnosi definitiva spesso è necessaria una biopsia.

## Trattamento
Il trattamento per la condizione è principalmente di supporto.

## Prognosi
Quando associata a un trapianto di midollo osseo, la condizione risulta fatale in oltre il 30% dei casi. I casi dovuti aglialcaloidi vegetali hanno un corso più lungo e più imprevedibile.